# Joy Division
Joy Division var ett brittiskt postpunkband bildat i Salford i Manchester 1976. Bandet bestod av Ian Curtis, Bernard Sumner, Peter Hook och Stephen Morris, av vilka de tre sistnämnda kom att bilda gruppen New Order 1980. Joy Divisions musik karaktäriseras av ett hårt och tungt ljud, med mörk och dyster sång.
Gruppen gav bara ut två album; Unknown Pleasures 1979 och Closer 1980. Trots detta kom gruppen att bli inflytelserik genom att vara pionjärer inom det sena 1970-talets postpunk.
Första skivan innebar att gruppen blev känd internationellt. Innan andra skivan gavs ut och Joy Division skulle turnera i USA begick Curtis självmord genom hängning i maj 1980. Övriga medlemmar fortsatte under namnet New Order och med en delvis förändrad musikalisk inriktning.

## Historia
Den 20 juli 1976 besökte Bernard Sumner och Peter Hook var för sig Sex Pistols konsert i  Manchester Lesser Free Trade Hall vilken hade föregåtts av ett berömt framträdande 4 juli samma år, vilken brukar räknas som punkens födelse. Följande dag köpte Hook sin första bas, och Sumner och Hook bildade ett band tillsammans med Terry Mason som också besökt konserten. Sökandet efter en sångare ledde till att man satte upp en annons i Virgin Records-butiken i Manchester. Ian Curtis som de tre kände sedan tidigare konserter svarade och kom med i bandet utan att provsjunga. Under sina första spelningar använde man namnet Stiff Kittens men tog inom kort i stället namnet Warsaw, en referens till David Bowies låt Warszawa. Den första spelningen under detta namn ägde rum 29 maj 1977. Tony Tabac blev ny trumslagare och Mason blev bandets manager. Tabac blev i sin tur ersatt av Steve Brotherdale i juni 1977. I juli 1977 spelade man in fem demolåtar i Pennine Sound Studios i Oldham. Brotherdales aggressiva sätt ledde till att han fick lämna bandet efter demoinspelningarna. Han ersattes av Stephen Morris.
För att undvika sammanblandning med punkbandet Warsaw Pakt från London tog man namnet Joy Division i början av 1978. Namnet kommer från namnet på nazisternas prostitutionsbaracker i koncentrationslägren och omnämns i The House of Dolls (1955). I december 1978 spelade man in vad som blev debut-EP:n, An Ideal for Living i Pennine Sound Studios som kom i juni 1978. I september 1978 gjorde man TV-debut i Granada Reports som presenterades av Tony Wilson. Joy Division blev senare ett av Wilsons band på bolaget Factory Records sedan man köpt sig loss från RCA.

## Diskografi

### Studioalbum
- 1979 – Unknown Pleasures
- 1980 – Closer

### EP
- 1978 – An Ideal for Living

### Samlingsalbum
- 1981 – Still
- 1988 – Substance
- 1995 – Permanent
- 1997 – Heart and Soul
- 2000 – The Complete BBC Recordings
- 2002 – Before and After - The BBC Sessions (innehåller låtar av både Joy Division och New Order)

### Livealbum
- 1999 – Preston February 1980
- 2001 – Les Bains Douches 18 December 1979
- 2001 – Fractured Box Set
- 2004 – Re-Fractured Box Set

### Singlar
- 1979 – "Transmission"
- 1980 – "Love Will Tear Us Apart"
- 1980 – "Atmosphere"

## Böcker
- A Moment in Time - Simon Barber
- Joy Division: Lyrics - Ronald Grossey
- An Ideal for Living: A History of Joy Division - Mark Johnson
- Joy Division/New Order: A History in Cuttings - okänt
- Joy Division  - Mike West
- New Order and Joy Division: Pleasures and Wayward Distractions - Brian Edge
- Leur Histoire: A Band in the Decade  - Jean-Francois Clément
- Shadowplay - Martin Drichel
- From the Centre of the City - Alfredo Suatoni
- Torn Apart: The Life of Ian Curtis - Mick Middles & Lindsay Reade
- Touching From a Distance (svensk titel: Beröring långt inifrån) - Deborah Curtis (Ian Curtis fru)

## Film
- Control: The Ian Curtis Film är en film som handlar om Ian Curtis och Joy Division.
- Joy Division — A documentary dokumentärfilm från 2007, om Joy Division.
- 24 Hour Party People handlar till viss del om Joy Division.